# Café-do-mato
O termo café-do-mato pode remeter a três espécies vegetais:
- Cordia ecalyculata, um arbusto ou árvore pequena, da família das boragináceas, de folhas lanceoladas, flores brancas, campanuladas, e drupas vermelhas, globosas, semelhantes às do café, que ocorre no Brasil e se cultiva como ornamental pela madeira branca e pelas folhas. Também é conhecido como bugrinho. Muito utilizadas como depurativas, anti-reumáticas, tônicas e sudoríficas. Além de bugrinho, pode ser chamada ainda de café-de-bugre, chá-de-bugre, chá-de-negro-mina, claraíba, laranja-aperu, laranja-do-mato, laranjeira-do-mato, limão-do-mato, limoeiro-do-mato, louro-mole, louro-salgueiro, porangaba e porrete.
- Tabernaemontana laeta, uma árvore de até 7 m, da família das apocináceas, nativa do Brasil (principalmente nos estados da Amazônia, Bahia e São Paulo), com látex abundante, madeira branca ou amarelada, casca com usos medicinais, folhas lanceoladas, flores numerosas, brancas, e frutos foliculares. É conhecida ainda pelos nomes de cinco-chagas, esperta, esperta-grande, goeirana, guaiarana, guairana, gueirana, jasmim-de-cachorro, jasmim-de-leite, leiteira, leiteiro, pau-de-colher e pau-leite.
- Trichilia laminensis, um arbusto da família das meliáceas, nativo do Brasil (principalmente do estado de Minas Gerais), com madeira utilizada em obras internas e flores brancas, em panículas. Também conhecida pelo nome de café-do-diabo.